# 龙华港
龙华港，是上海市浦西南部的一条河道，位于徐汇区境内，西起漕河泾街道，与蒲汇塘和漕河泾港交汇后，流经龙华街道东入黄浦江，全长3.7公里，是龙华港水系中七条骨干河道之一。
龙华港河底宽10-20米，河底高程0.5-1米。